# Bosc de Sant Miquel (Alàs i Cerc)
El Bosc de Sant Miquel és un indret del municipi d'Alàs i Cerc, a l'Alt Urgell. Està situat al nord de la població d'Ortedó.